# パトリシア・コパチンスカヤ
パトリシア・コパチンスカヤ（Patricia Kopatchinskaja, 1977年 - ）は、モルドバ、オーストリア、スイスのヴァイオリニスト。
名はモルドバ語（ルーマニア語）読みでパトリチア、またはドイツ語読みでパトリツィアとも表記される。

## 生い立ちと経歴
コパチンスカヤはモルダヴィア・ソビエト社会主義共和国のキシナウで音楽家の家系に生まれた。両親は共にモルドバの民族音楽団に所属していた。母親のエミリア・コパチンスカヤはヴァイオリニスト、父親のビクトール・コパチンスキーはツィンバロム奏者であった。両親が旧東側諸国のコンサートツアーに参加していた間、彼女は祖父母のもとで育ち、6歳からバイオリンを始めた。
父親が政治的な発言で、10年間海外への出国を禁止され、1989年、一家でウィーンに亡命し、1992年に市民権を得た。 コパチンスカヤは17歳でウィーン国立音楽大学に入学し、そこで作曲とヴァイオリンを学ぶ。21歳から23歳まではベルン音楽院（現、ベルン芸術大学）でイゴール・オジムをはじめとする教員から学ぶ。コパチンスカヤは、スイスの神経科医である夫と娘との3人でスイスのベルンで暮らしている。

## 音楽家として
2014年、イギリスのロイヤル・フィルハーモニック協会は、コパチンスカヤを「インストゥルメンタリスト・オブ・ザ・イヤー」に選出し「情熱的で、挑戦的で、完全に独創的なアプローチをする自然の力を持った器楽家」と評した。

### ソリストとして
コパチンスカヤは、ウィーン、ベルリン、ロンドン・フィルハーモニー管弦楽団など、ヨーロッパの主要オーケストラと共演している。日本とオーストラリアで定期的に演奏しているが、最近ではアメリカ、南米、ロシア、中国にも活動の場を広げている。現在、テオドール・クルレンツィス、エトヴェシュ・ペーテル、ティト・ムニョス、イヴァン・フィッシャー、ハインツ・ホリガー、ウラディーミル・ユロフスキ、アンドレス・オロスコ＝エストラーダ、キリル・ペトレンコ、サー・サイモン・ラトル、フランソワ＝グザヴィエ・ロトなどの指揮者との共演が続いている。

### 彼女が深く関わるオーケストラや音楽祭
コパチンスカヤはブリテン・シンフォニア、マーラー室内管弦楽団、オーストラリア室内管弦楽団とのツアーを繰り返し、2014年からはセントポール室内管弦楽団の芸術パートナーを務めるなど、アンサンブルや室内オーケストラの指導者としての経験を積んできた。現在、カメラータ・ベルンの芸術パートナーを務める。これまでにいくつかのステージング・コンサートを企画している。セントポール室内管弦楽団との「死と乙女」、マーラー室内管弦楽団との「バイバイ・ベートーヴェン」、ルツェルン音楽祭同窓生との「ディエス・イレ」、カメラータ・ベルンとの「戦争とチップス」と「時と永遠」など、いくつかの舞台公演を企画している。
2003年から2005年まで、コパチンスカヤはスイスアルプスのリュッティユーベリアード音楽祭を主催していた。
2018年6月、コパチンスカヤはカリフォルニア州のオハイ音楽祭の音楽監督を務めた。

### 室内楽の共演者
チェリストのソル・ガベッタ、クラリネット奏者のレト・ビエリ、ピアニストのヨナス・アホネン、マルクス・ヒンターホイザー、ポリーナ・レシェンコ、アンソニー・ロマニウクなどと室内楽のパートナーとして共演している。
2016年4月、コパチンスカヤはドイツ・ベルリンのコンツェルトハウスで行われたコンサートでアヌーシュカ・シャンカルと共演した。ラガ・ピルーは、1968年にラヴィ・シャンカルがユーディ・メニューインとのデュエット曲として作曲、演奏、録音し、アルバム『ウェスト・ミーツ・イースト、ボリューム2』に収録された。

### 古楽の共演者
コパチンスカヤは、これまでにイル・ジャルディーノ・アルモニコ、ベルリン古楽アカデミー、ペルミのムジカエテルナ、シャンゼリゼ管弦楽団、ジョヴァンニ・アントニーニ指揮のエイジ・オブ・インライトゥメント管弦楽団、ルネ・ヤーコプス、フィリップ・ヘレヴェッヘ、ロジャー・ノリントン卿、ロイ・グッドマンとも共演している。

### ヴァイオリン
コパチンスカヤは、1834年にトリノのジョヴァンニ・フランチェスコ・プレッセンダによって製作されたヴァイオリンを演奏している。2003年3月、イギリスの音楽雑誌「The STRAD」のデニス・ルーニーによれば「とてもカラフルな音色の楽器で、そのヴィオラのような音質が彼女の演奏に並外れた音色の面白さを与えていた」という。2010年、ジュゼッペ・グァルネリが1741年に製作し、ジョン・ティップレディ・キャロダスが所有していた楽器をオーストリア国立銀行から借り受けて一時的に演奏していたが、スイスの税関当局との間で解決できない問題が発生したため、彼女はこのヴァイオリンを返還しなければならなくなった。古楽器では、フェルディナンド・ガリアーノ（ナポリ、1780年頃、ブリッジを下げてガット弦を取り付けたもの）のヴァイオリンと適切な弓を使用している。

### 声
コパチンスカヤは、ジョン・ケージの「リビング・ルーム・ミュージック」、ホルヘ・サンチェス＝チョンの「クリン」、マイケル・ハーシュのヴァイオリンとチェロのためのデュオ「棘のような」、ハインツ・ホリガーの「小さな何か」、リゲティ・ジェルジュのヴァイオリン協奏曲のためのカデンツァ、オットー・ズィカンの「声の出る物」など、いくつかの作品で声を用いている。
2017年にはアメリカでアルノルト・シェーンベルクの「月に憑かれたピエロ」の声楽パート（「シュプレヒゲザング」）を演奏したが、2018-19年にはヨーロッパとカナダで同曲の公演を数回行う予定である。
2018年、コパチンスカヤはクルト・シュヴィッタースのダダイスム的ナンセンス詩『ウアゾナーテ』（1932年）の第1楽章を友人たちと映像収録した。